# Дарбр
Дарбр (фр. Darbres) насеље је и општина у источној Француској у региону Рона-Алпи, у департману Ардеш која припада префектури Прива.
По подацима из 2011. године у општини је живело 237 становника, а густина насељености је износила 14,35 становника/km². Општина се простире на површини од 16,52 km². Налази се на средњој надморској висини од 450 метара (максималној 880 m, а минималној 337 m).

## Демографија
| 1962. | 1968. | 1975. | 1982. | 1990. | 1999. | 2011. |
| ----- | ----- | ----- | ----- | ----- | ----- | ----- |
| 146   | 190   | 190   | 168   | 213   | 212   | 237   |

График промене броја становника у току последњих година